# Monte San Biagio
Monte San Biagio is een gemeente in de Italiaanse provincie Latina (regio Latium) en telt 6117 inwoners (31-12-2004). De oppervlakte bedraagt 66,4 km², de bevolkingsdichtheid is 91 inwoners per km².

## Demografie
Monte San Biagio telt ongeveer 2166 huishoudens. Het aantal inwoners steeg in de periode 1991-2001 met 2,4% volgens cijfers uit de tienjaarlijkse volkstellingen van ISTAT.
| Jaar | Inwoneraantal |
| ---- | ------------- |
| 1991 | 5856          |
| 2001 | 5996          |

## Geografie
De gemeente ligt op ongeveer 133 m boven zeeniveau.
Monte San Biagio grenst aan de volgende gemeenten: Amaseno (FR), Fondi, Sonnino, Terracina, Vallecorsa (FR).
Aprilia · Bassiano · Campodimele · Castelforte · Cisterna di Latina · Cori · Fondi · Formia · Gaeta · Itri · Latina · Lenola · Maenza · Minturno · Monte San Biagio · Norma · Pontinia · Ponza · Priverno · Prossedi · Rocca Massima · Roccagorga · Roccasecca dei Volsci · Sabaudia · San Felice Circeo · Santi Cosma e Damiano · Sermoneta · Sezze · Sonnino · Sperlonga · Spigno Saturnia · Terracina · Ventotene
1. ↑  https://demo.istat.it/?l=it.